# 科里特涅 (拉季維利夫區)
50°18′33″N 25°16′0″E / 50.30917°N 25.26667°E
科里特涅（烏克蘭語：Коритне），是烏克蘭西北部的村莊，隸屬里夫內州的杜布諾區。該村始建於1472年，面積0.87平方公里，海拔高度203米，2001年人口449。